# Championnats panaméricains de cyclisme de 2005
Navigation
Championnats panaméricains 2004 Championnats panaméricains 2006
Les Championnats panaméricains de cyclisme sont les championnats continentaux annuels de cyclisme sur route et sur piste pour les pays membres de la Confédération panaméricaine de cyclisme. 
Les compétitions se déroulent du 25 avril au 1er mai à Mar del Plata, en Argentine.

## Podiums

### Cyclisme sur route
| Épreuves                                | Or                  | Argent             | Bronze                  |
| --------------------------------------- | ------------------- | ------------------ | ----------------------- |
| Compétitions masculines élite           |                     |                    |                         |
| Course en ligne                         | John Parra          | Charles Dionne     | Damier Martínez         |
| Contre-la-montre                        | Edgardo Simón       | Pedro Nicácio      | Guillermo Brunetta      |
| Compétitions masculines moins de 23 ans |                     |                    |                         |
| Course en ligne                         | Maximiliano Richeze | Jorge Soto         | Jorge Martín Montenegro |
| Contre-la-montre                        | Weimar Roldán       | Jorge Soto         | Fabricio Ferrari        |
| Compétitions féminines                  |                     |                    |                         |
| Course en ligne                         | Tina Mayolo-Pic     | Yeilien Fernández  | Yumari González         |
| Contre-la-montre                        | Kristin Armstrong   | Christine Thorburn | Paola Madriñán          |

### Cyclisme sur piste
| Épreuves                | Or                                                                         | Argent                                                                 | Bronze                                                               |
| ----------------------- | -------------------------------------------------------------------------- | ---------------------------------------------------------------------- | -------------------------------------------------------------------- |
| Compétitions masculines |                                                                            |                                                                        |                                                                      |
| Kilomètre               | Wilson Meneses                                                             | Sergio Guatto                                                          | Travis Smith                                                         |
| Keirin                  | Barry Forde                                                                | José Sochón                                                            | Kevin Belz                                                           |
| Vitesse individuelle    | Barry Forde                                                                | Kevin Belz                                                             | Michael Blatchford                                                   |
| Vitesse par équipes     | Cuba Julio César Herrera Reiner Cartaya Ahmed López                        | Canada Cam Mackinnon Travis Smith Yannik Morin                         | États-Unis Michael Blatchford Stephen Alfred Kevin Belz              |
| Poursuite individuelle  | Edgardo Simón                                                              | Marco Arriagada                                                        | Brad Huff                                                            |
| Poursuite par équipes   | Chili Marco Arriagada Gonzalo Miranda Luis Fernando Sepúlveda Enzo Cesario | Argentine Edgardo Simón Sebastián Cancio Fernando Antogna César Sigura | Colombie Carlos Alzate José Serpa Alexander González Carlos Quintero |
| Course aux points       | Juan Esteban Curuchet                                                      | Marco Arriagada                                                        | John Parra                                                           |
| Américaine              | Argentine Juan Esteban Curuchet Walter Pérez                               | Chili Enzo Cesario Luis Fernando Sepúlveda                             | Colombie José Serpa Alexander González                               |
| Scratch                 | Ángel Darío Colla                                                          | José Aravena                                                           | Walter Pérez                                                         |
| Compétitions féminines  |                                                                            |                                                                        |                                                                      |
| 500 mètres              | Lisandra Guerra                                                            | Nancy Contreras                                                        | Yumari González                                                      |
| Keirin                  | Daniela Larreal                                                            | Lisandra Guerra                                                        | Diana García                                                         |
| Vitesse individuelle    | Diana García                                                               | Lisandra Guerra                                                        | Angie González                                                       |
| Poursuite individuelle  | María Luisa Calle                                                          | Kristin Armstrong                                                      | Erin Mirabella                                                       |
| Course aux points       | Erin Mirabella                                                             | Yudelmis Domínguez                                                     | Yumari González                                                      |
| Scratch                 | Yumari González                                                            | Mandy Poitras                                                          | Gina Grain                                                           |

## Tableau des médailles
63 médailles étaient distribuées lors de ces championnats.
| Rang  | Nation     | Or | Argent | Bronze | Total |
| ----- | ---------- | -- | ------ | ------ | ----- |
| 1     | Argentine  | 6  | 2      | 3      | 11    |
| 2     | Colombie   | 5  | 0      | 5      | 10    |
| 3     | Cuba       | 3  | 4      | 4      | 11    |
| 4     | États-Unis | 3  | 3      | 5      | 11    |
| 5     | Barbade    | 2  | 0      | 0      | 2     |
| 6     | Chili      | 1  | 4      | 0      | 5     |
| 7     | Venezuela  | 1  | 0      | 1      | 2     |
| 8     | Canada     | 0  | 3      | 2      | 5     |
| 9     | Uruguay    | 0  | 2      | 1      | 3     |
| 10    | Brésil     | 0  | 1      | 0      | 1     |
| -     | Guatemala  | 0  | 1      | 0      | 1     |
| -     | Mexique    | 0  | 1      | 0      | 1     |
| Total | Total      | 21 | 21     | 21     | 63    |

## Bilan sportif
L'Argentine, pays hôte de ces XVIe championnats panaméricains, a terminé en tête du bilan par nation. 
En totalisant cinq médailles d'or, la sélection colombienne la talonne. Les Cubains et les Américains décrochent le même nombre de médailles que les Argentins (onze), mais seulement trois en or.
Ces quatre nations comptabilisent 17 titres sur 21 possibles. Sept sélections nationales ont obtenu au moins un titre et douze au moins une médaille.
Sur le plan individuel, quatre compétiteurs ont obtenu trois médailles. Edgardo Simón décroche deux titres, l'un sur la piste et l'autre sur la route. Il y ajoute une médaille d'argent avec ses coéquipiers de la poursuite. Lisandra Guerra et Marco Arriagada gagnent seulement une médaille d'or, qu'ils assortissent de deux médailles d'argent. Alors que Kevin Belz, trois récompenses, lui aussi, n'est pas titré. Par ailleurs, Barry Forde et Juan Esteban Curuchet décrochent deux titres. 
En comptabilisant les médaillés par équipes, 56 compétiteurs furent honorés d'une médaille au moins lors de cette compétition.